# Zastava Belgije
Zastava Belgije sastoji se od triju jednako širokih uspravnih pruga crne, žute, i crvene boje. Zastava Francuske je bila temelj za dizajn s uspravnim prugama, a boje su preuzete s grba Brabantskog vojvodstva. 
Ne zna se zašto ima tako neuobičajene proporcije (13:15).
Ova zastava je prihvaćena 23. siječnja 1831. godine, nakon što se Belgija osamostalila od Nizozemske 1830. godine. Zastava je imala važnu ulogu za vrijeme ustanka, u kojem su boje zastave služile kao podsjetnik na starije zastave s vodoravnim prugama za vrijeme ustanka u ondašnjoj austrijskoj Nizozemskoj.
Nakon stjecanja neovisnosti, vodoravne pruge promijenjene su u uspravne zbog sličnosti s njemačkom zastavom.
193. članak belgijskog ustava opisuje boje belgijskog naroda kao crvenu, žutu i crnu umjesto redoslijeda koji se koristi na službenoj zastavi.

## Vanjske poveznice
- Flags of the World